# ベレア郡区 (アイオワ州アパヌース郡)
ベレア郡区は、アメリカ合衆国、アイオワ州、アパヌース郡にある18の郡区の一つである。2000年の国勢調査で、人口は600人だった。

## 地理
ベレア郡区は、62.2平方キロメートル（24.01平方マイル)で、Numaが含まれている。アメリカ地質調査所によると、この郡区はBakerとCounty FarmとFelknerとLivengoodとNumaの5つの霊園が含まれている。